# ديف بويد
ديف بويد (بالإنجليزية: Dave Boyd)‏ هو لاعب كرة قدم أسترالية أسترالي، ولد في 16 أغسطس 1927 في Largs Bay, South Australia ‏ في أستراليا، وتوفي في 15 ديسمبر 2017.

## وصلات خارجية
- ديف بويد على موقع AustralianFootball.com (الإنجليزية)